# اختاپوس ولفی
اختاپوس ولفی (octopus wolfi)، کوچکترین اختاپوس شناخته شده‌است. این موجود در مناطق کم عمق غرب اقیانوس آرام زندگی می‌کند.
طول این موجود کمتر از یک اینچ(۲٫۵ سانتی‌متر) و وزن آن کمتر از ۱ گرم، (۰٫۰۴ اونس)می‌باشد. در عمق ۱۰۰ تا ۱۰ فوت(۳ تا ۳۰ متر)یافت می‌شود.